# Ty Olsson
 (octobre 2012).
Si vous disposez d'ouvrages ou d'articles de référence ou si vous connaissez des sites web de qualité traitant du thème abordé ici, merci de compléter l'article en donnant les références utiles à sa vérifiabilité et en les liant à la section « Notes et références ».
Ne doit pas être confondu avec Tye Olson.
Tyler Victor « Ty » Olsson est un acteur canadien, né le 28 janvier 1974 à Halifax (Nouvelle-Écosse).

## Biographie
Il a étudié à l'école des Arts d'Ottawa.
Il a épousé Leanna Nash avec qui il a eu deux filles, Mackenzie et Dagan Hunter, nées le 12 septembre 2002. Il est maintenant divorcé et joue le rôle de Benny, un vampire, dans Supernatural.

## Filmographie

### Cinéma
- 2001 : Mortelle Saint-Valentin
- 2003 : X-Men 2 : Mitchell Laurio
- 2004 : Les Chroniques de Riddick : Merc
- 2006 : Chaos : Damon Richards
- 2011 et 2012 : Twilight, chapitres IV et V : Révélation : Phil Dwyer
- 2012 : Halo 4, l'aube de l'espérance : Thomas Lasky
- 2014 : Godzilla : Jainway
- 2017 : SWAT: Under Siege : Ward
- 2023 : Thanksgiving : La Semaine de l'horreur (Thanksgiving) d'Eli Roth : Mitch Collins

### Télévision

#### Téléfilms
- 2003 : Phénomène 2 (Phenomenon II) : Frank Pierce
- 2006 Le détournement du vol 93: Mark Bingham
- 2007 : La Voleuse de Noël (Christmas Caper) : le shérif Hank Harrison
- 2010 : Péchés de jeunesse (Seven Deadly Sins) : Grant Grace
- 2011 : Le Monstre des abîmes (Behemoth) : Jack Murray
- 2011 : Terreur dans l'Arctique (Ice Road Terror ) : Jack Simmons
- 2011 : Sur les traces de ma fille (The Killing game) : Joe Quinn
- 2012 : La Guerre des cookies (Smart Cookies) : Tom Royce
- 2015 : Le Vrai Visage de mon mari (Til Death Do Us Part) : Kevin
- 2015 : Un couple presque parfait (Just the Way You Are) : Ian
- 2017 : Un terrible secret (A Surrogate's Nightmare) : Curt

#### Séries télévisées
- 1998 :  X-files : Chuck un soignant (Saison 5, épisode 8 : " Kitsunegari ")
- 1998-1999 : The Crow (The Crow: Stairway to Heaven) : Fun boy
- 1999-2005 : Stargate SG-1 : Colonel Barnes
- 2005 : Tru Calling : Compte à rebours : Matt
- 2005-2009 : Battlestar Galactica : Capitaine Aaron Kelly
- 2006 et 2012 : Supernatural : Eli (Saison 2) et Benny (Saison 8) (Saison 10)
- 2006 et 2007 : Men in Trees (Leçons de séduction) : Sam
- 2009 : Defying Gravity : Rollie Crane
- 2009-2010 : Eureka : Shériff Andy (2 épisodes)
- 2009 : Smallville : Officier Talbert
- 2009 : V : Jeffrey
- 2011 : Heartland : Bruce Tatum (saison 5, épisode 4, Beyond Hell's Half Mile)
- 2012 : Falling Skies : Sergent Clemmons
- 2012 : Once Upon a Time : Hordor (saison 1, épisode 8, Le Ténébreux)
- 2012 : Flashpoint : James Mitchell (saison 5, épisode 1, Broken peace)
- 2012 : Arrow : Martin Somes (saison 1, épisode 2, Honor Thy Father)
- 2013 : Beauty and the Beast : Garnett
- 2013 : The Tomorrow People : Errol
- 2014 : Les 100 : Nyko (Le guérisseur)
- 2017 : Slasher : Les coupables : Glenn
- 2018 : Le Maître du Haut Château : Major Tod Metzger
- 2018 : NCIS : Enquêtes spéciales : Burke (saison 15, épisode 18)